# 396 Aeolia
396 Aeolia là một tiểu hành tinh ở vành đai chính, thuộc nhóm tiểu hành tinh Aeolìa. Nó được Auguste Charlois phát hiện ngày 1.12.1894 ở Nice và được đặt theo tên Aeolis hoặc Aeolia, một vùng thời xưa ở Tiểu Á; hoặc theo tên quần đảo Eolie của Ý.